# Рыдомильский сельский совет (Кременецкий район)
Рыдомильский сельский совет (укр. Ридомильська сільська рада) — входит в состав
Кременецкого района
Тернопольской области
Украины.
Административный центр сельского совета находится в 
с. Рыдомиль.

## История
- 1430 — дата образования.

## Населённые пункты совета
- с. Рыдомиль